# 郷ひろみの宴ターテイメント
『郷ひろみの宴ターテイメント』（ごうひろみのえんターテイメント）は、テレビ朝日が制作し1989年4月19日から11月22日まで放送された、郷ひろみの冠番組にして彼が初めて司会をつとめた音楽番組である。

## 概要
1989年4月19日から11月22日まで1～2カ月に1回『水曜スーパーテレビ』の企画の1つとして全6回放送された。収録は当時のテレビ朝日六本木センターの第7スタジオで第1回～第4回は生放送、第5回以降は事前収録の形式でそれぞれ行われた。
制作スタッフのプロデューサー・演出はフジテレビで『夜のヒットスタジオ』のプロデューサー・演出をしていた疋田拓が担当。番組の構成作家やスタジオを飾るオーケストラバンド、音楽監督など主要スタッフは『夜のヒットスタジオ』のスタッフをそのまま起用していた。
当時音楽番組に弱かったとされるテレビ朝日は、同時期に『アイドル共和国』（こちらも担当は疋田拓）も毎週土曜日に生放送することとなった。「司会・ホスト役が郷ひろみ」「番組担当者が疋田拓」「90分の音楽番組」の3点から開始時には他局の音楽番組担当者も注目し、「できることなら自分の番組の裏ではやってほしくない」などのコメントまで出た。また第4回、第5回の放送には郷ひろみの司会パートナーとして芳村真理も出演、疋田の古巣であったフジテレビからは「もう勘弁してくれ」などの声が出たと噂が飛び交った。
しかし､期待したほどの視聴率は取れず放映は半年間に止まった。

## 番組テーマ曲
- 郷ひろみ「最終便にまにあえば」　作詞：郷ひろみ　作曲：塩塚博　編曲：難波正司　発売：CBS・ソニー　(10EH-3295)

※タイトルバック、オープニングで毎回この曲を郷ひろみが生歌披露で始まるというパターンだった。

## ゲスト
- 第1回（1989年4月19日）：阿川泰子、栗田貫一、コロッケ、沢田研二、中山美穂、長山洋子、元朝潮、森進一、八代亜紀
- 第2回（1989年5月24日）：浅香唯、今井美樹、とんねるず、布施明、渡辺裕之
- 第3回（1989年6月21日）：稲垣潤一、江川卓、加藤登紀子、田中裕子　※衛星中継テレサ・テン （下記）
- 第4回（1989年8月23日）：西城秀樹、野口五郎、峰さを理、宮川泰（ゲスト指揮） ※赤坂プリンスホテル内にあるクリスタル・パレスから生放送[3]
- 第5回（1989年10月25日）：荻野目洋子、谷村新司、テレサ・テン、布施明
- 第6回（1989年11月22日）：石川さゆり、沢田研二、細川たかし、森進一

## 特別衛星中継：テレサ・テン
1989年6月21日、テレサ・テンの歌唱を香港ヴィクトリア公園に鄰接するホテルのスイートルームから衛星中継した。同年4月～6月の北京の六四天安門事件により、テレサ・テンは最新アルバム『浪漫主義』の日本での6月24日の宣伝をキャンセルし、当番組で最新曲『香港 Hong Kong』を歌唱した。衛星中継のディレクターは岩城利明。

## スタッフ
- 企画：皇達也
- 構成：塚田茂、玉井貴代志、鈴木桂、和山泰明、山賀淳子 / スタッフ東京
- 音楽：広瀬健次郎
- 振付：西条満
- 踊り：スクールメイツ
- 演奏：三原綱木とザ・ニューブリード / エンターテイメント'89
- 技術(TD)：宮崎輝夫、杉村俊明
- カメラ：宮田一、黒川祐治、松野功夫、辻井明、江原淳一
- 技術アシスト：生沼登
- 映像：城口順、松村清
- 音声：大塚良一、宮沢庸介
- 照明：鈴木秀、高見光平 / バリライトアジア
- 照明アシスト：春山勝
- 音響：西村光二、伊藤泰久
- 美術：妹尾河童 / 高見和彦、石上久、池上隆
- 美術装置：フジアール / クリエイティブトウキョウ　/ 佐藤松子、大谷重正
- 大道具：川村盛博 / テルミック
- 電飾：岩城一康
- 視覚効果：渡部宏一、藤原憲之 / 東京特殊効果
- タイトル：安田達夫
- 花師：高橋永順
- 楽器：タバタ音楽事務所
- スタイリスト：梅原久沙永 / SUNデザイン研究所
- ディレクター：岩城利明、石黒正人
- プロデューサー：中村元一
- 総合プロデューサー・演出：疋田拓[3]